# Argyphia modesta
Argyphia modesta là một loài bướm đêm trong họ Noctuidae.